# チャボイナモリ
チャボイナモリ（矮鶏稲森、学名：Ophiorrhiza pumila）は、アカネ科サツマイナモリ属の多年草。

## 特徴
奄美群島や沖縄諸島、八重山列島など屋久島以南の南西諸島各島に自生する多年草で、国外では台湾や中国南部にも自生する。草丈は5～15センチメートルほどで、常緑樹林内のやや湿った林床に生育する。葉は対生し、披針形～長楕円形である。葉先は尖り、葉の上面は無毛で光沢がある。茎頂に集散花序を出し、柄のない漏斗形の白花を５～８個ほどつける。

## 種の保全状況評価
環境省のレッドデータブック、レッドリストでの選定はないが、鹿児島県では絶滅危惧II類に指定されている。

## 薬用成分
植物全体にカンプトテシン (camptothecin) という抗癌作用のある物質が含まれている。カンプトテシン誘導体のイリノテカン (irinotecan) やトポテカン (topotecan) は抗癌剤として実用化されており、カンプトテシンの生合成機序解明や持続的生産のため、チャボイナモリを対象とした研究が進められている。
2021年には千葉大学の研究グループによって全ゲノム情報の解読が報告されている。